# شهرستان سوکوووف
شهرستان سوکوووف (به لهستانی: Powiat Sokołów) یک شهرستان در لهستان است که در استان ماسوویان واقع شده‌است. شهرستان سوکوووف ۱٬۱۳۱٫۴۲ کیلومتر مربع مساحت و ۵۶٬۸۲۳ نفر جمعیت دارد.